# Henrique Howard, 1.º Conde de Northampton
Henrique Howard, 1.º Conde de Northampton (em inglês: Henry Howard; 25 de fevereiro de 1540 - 15 de junho de 1614) foi um importante aristocrata e cortesão inglês. Ele foi suspeito como um cripto-católico ao longo de sua vida, e passou por períodos de desfavor real, em que sua reputação sofreu muito. Ele se distinguiu por aprender, cultura artística e suas instituições de caridade públicas. Ele construiu ‎‎a Northumberland House‎‎ em ‎‎Londres‎‎ e substituiu a construção da bela casa de ‎‎Audley End.‎‎ Ele fundou e planejou vários hospitais. ‎‎Francis Bacon‎‎ incluiu três de seus protais em seus ‎‎Apophthegms‎‎, e o escolheu como "o conselheiro mais sábio do reino para apresentar ao rei seu ‎‎Avanço da Aprendizagem".‎‎

## Vida
Nasceu em ‎‎Shottesham‎‎, ‎‎Norfolk, ‎‎em 25 de fevereiro de 1540, o segundo filho de ‎‎Henrique Howard, Conde de Surrey‎‎, o poeta, e de sua mulher, a ex-Lady ‎‎Frances de Vere‎‎, filha do ‎‎15º Conde de Oxford.‎‎ Ele era o irmão mais novo do ‎‎4º Duque de Norfolk, ‎‎e tio de ‎‎Tomás Howard, Conde de Arundel.‎‎ Na execução de seu pai em janeiro de 1547, ele e seu irmão e irmãs foram confiados aos cuidados de sua tia, ‎‎Maria FitzRoy, Duquesa de Richmond e Somerset‎‎, que empregou John ‎‎Foxe‎‎ como seu tutor. Com Foxe, Howard permaneceu em ‎‎Reigate‎‎, uma mansão pertencente ao avô das crianças, Tomás Howard, o 3º Duque de Norfolk,‎‎ durante o reinado de ‎‎Eduardo VI.‎‎ Na adesão de ‎‎Mary‎‎o Duque de Norfolk foi libertado da prisão, e ele demitiu Foxe‎.